# بابا جون
بابا جون (عبری: באבא ג'ון‎) فیلمی اسرائیلی در سبک درام است که در سال ۲۰۱۵ منتشر شد. این فیلم نخستین فیلم فارسی‌زبانِ سینمای اسرائیل است و کارگردان آن اصالت ایرانی دارد.

## موضوع فیلم
موتی پسری است ۱۴ ساله که از او انتظار می‌رود به حرفه خانوادگی بپیوندد و در مزرعه پرورش بوقلمونی که پدر بزرگش سالها پیش و در بدو مهاجرت بنیان گذاشته، کار کند. اما موتی شیفته سر هم کردن قطعات اوراق شده ماشین‌ها و به راه انداختن آنهاست و علاقه‌ای به کسب و کار موروثی نشان نمی‌دهد. برای پدر و پدربزرگ، این سرکشی حکم اعلام جنگ را دارد.

## بازیگران
- نوید نگهبان در نقش ایتسحاک (پدر)
- دیوید دیان در نقش داریوش (عموی موتی)
- آشر آوارهامی در نقش موتی
- ویس الیوت صفوی در نقش سارا (مادر)
- رافائل فرج الیاسی در نقش پدربزرگ

## جوایز
- جایزه اوفیر بهترین فیلم -۲۰۱۵